# Кастрикюм
Ка́стрикюм (нидерл. Castricum) — община и город в нидерландской провинции Северная Голландия. Расположена к северо-западу от Амстердама. Площадь общины — 59,92 км², из них 49,5 км² составляет суша. Население по данным на 1 января 2007 года — 34 830 человек. Средняя плотность населения — 581,3 чел/км².
На территории общины находятся следующие населённые пункты: Кастрикюм, Акерслот, Баккум, Де-Вауде и Лиммен. Имеется железнодорожная станция, время пути на поезде от Амстердама — около 28 минут.
6 октября 1799 года, в ходе Русско-английской экспедиции в Голландию, здесь произошло сражение между русско-английскими войсками и армией Наполеона.

## Галерея

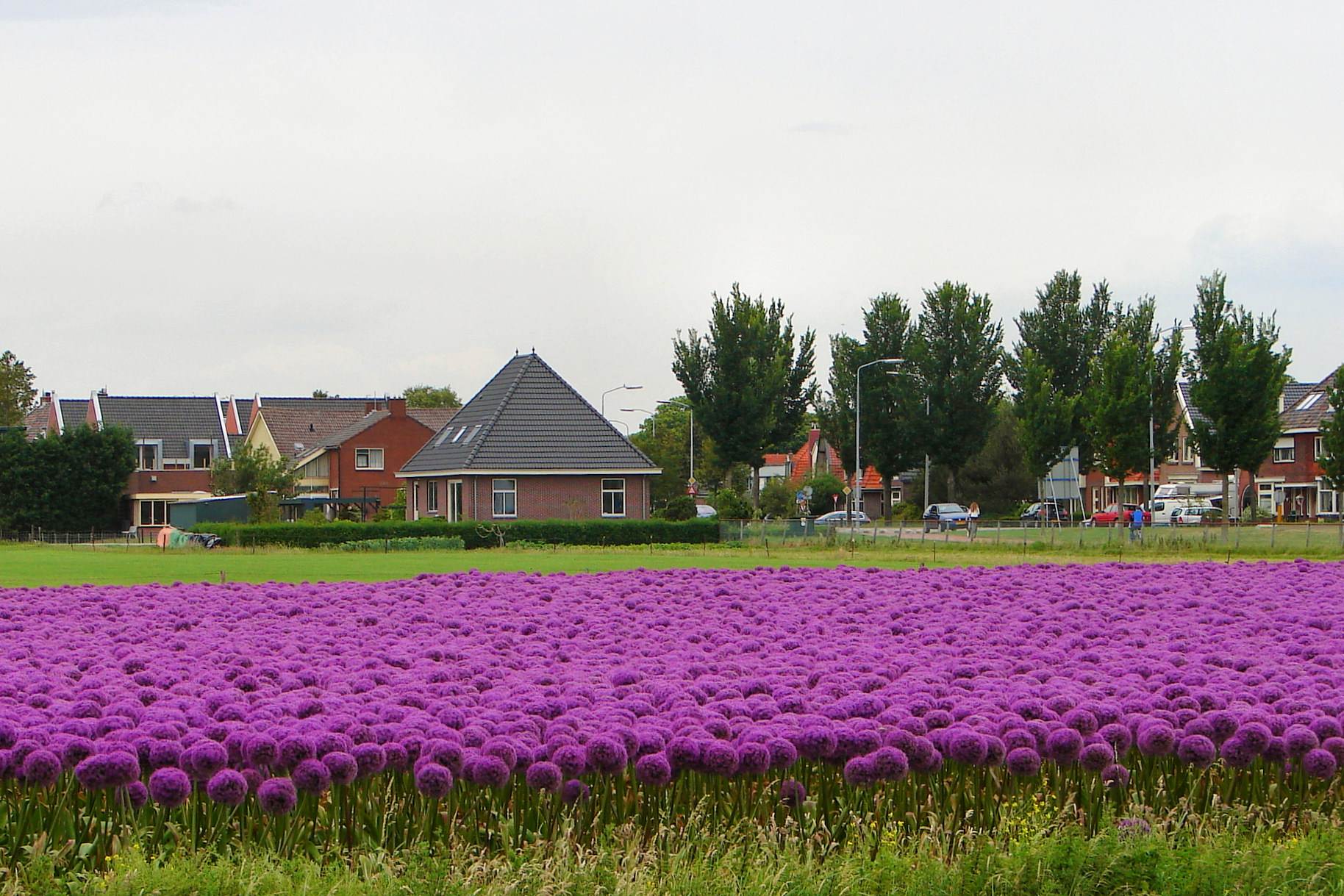
Вид на Лиммен
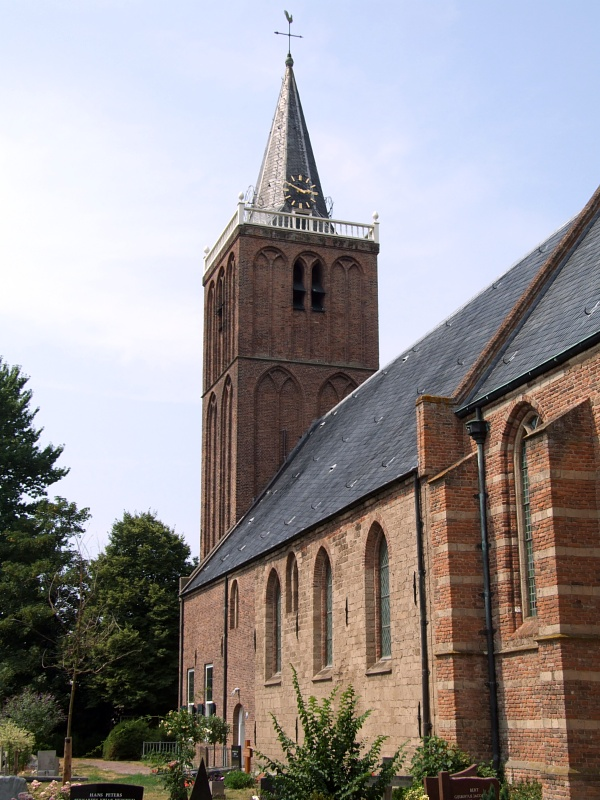
Церковь Дорпскерк
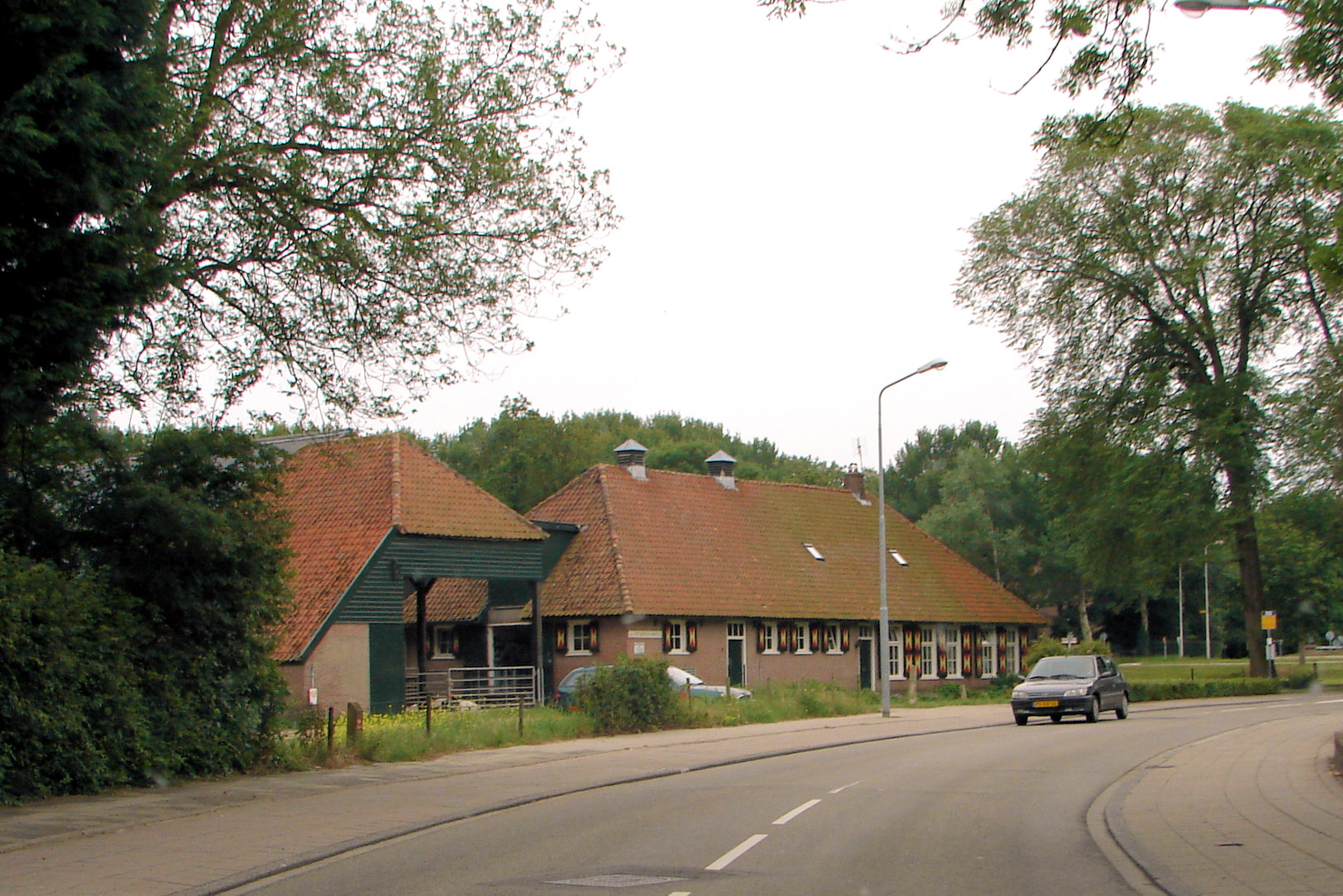
Старая ферма в городке Баккум